# NGC 3147
NGC 3147 est une vaste galaxie spirale située dans la constellation du Dragon. NGC 3147 a été découverte par l'astronome germano-britannique William Herschel en 1785.

## Caractéristiques
Sa vitesse par rapport au fond diffus cosmologique est de 2 861 ± 4 km/s, ce qui correspond à une distance de Hubble de 42,2 ± 3,0 Mpc (∼138 millions d'al).
La classe de luminosité de NGC 3147 est II-III et elle présente une large raie HI. Elle renferme également des régions d'hydrogène ionisé. De plus, NGC 3147 est une galaxie active de type Seyfert2.
La luminosité de la galaxie NGC 3147 dans l'infrarouge lointain (de 40 à 400 µm)  est égale à 6,03 × 1010 {\displaystyle L_{\odot }} (1010,78{\displaystyle L_{\odot }}) et sa luminosité totale dans l'infrarouge (de 8 à 1 000 µm) est de 8,13 × 1010 {\displaystyle L_{\odot }} (1010,91{\displaystyle L_{\odot }}).
À ce jour, 16 mesures non basées sur le décalage vers le rouge (redshift) donnent une distance de 39,613 ± 8,947 Mpc (∼129 millions d'al), ce qui est à l'intérieur des valeurs de la distance de Hubble. 

NGC 3147 par le télescope spatial Hubble.
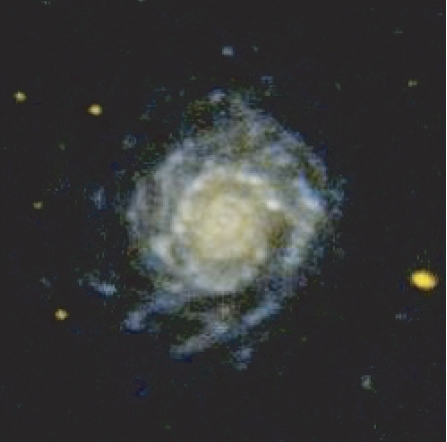
NGC 3147 en ultraviolet par GALEX.

## Trou noir supermassif
Selon un article basé sur les mesures de luminosité de la bande K de l'infrarouge proche du bulbe de NGC 3147, on obtient une valeur de 108,3 {\displaystyle M_{\odot }} (200 millions de masses solaires) pour le trou noir supermassif qui s'y trouve.
Selon les auteurs d'un article publié en 2012, la connaissance de la masse d'un trou noir central et du taux d'accrétion par celui-ci permet d'estimer le taux de formation d'étoiles dans la région centrale des galaxies de type Seyfert. Ce taux pour NGC 3147 serait à l'intérieur et à l'extérieur d'un rayon de 1 kpc respectivement de 0,15 {\displaystyle M_{\odot }}/an  et de 4,7 {\displaystyle M_{\odot }}/an
.

## Supernovas
Quatre supernovas ont été découvertes dans NGC 3147 : SN 1972H, SN 1997bq, SN 2006gi et SN 2008fv.

### SN 1972H
Cette supernova a été découverte le 8 août 1972 par l'astronome russe Vitaly Goranski. Le type de cette supernova n'a pas été déterminé.

### SN 1997bq
Cette supernova a été découverte le 7 avril 1997 par l'astronome amateur britannique Stephen P. Laurie. Cette supernova était de type Ia.

### SN 2006gi
Cette supernova a été découverte le 18 septembre 2006 à Yamagata au Japon par l'astronome japonais Koichi Itagaki. Cette supernova était de type Ib.

### SN 2008fv
Cette supernova a aussi été découverte à Yamagata au Japon par l'astronome japonais Koichi Itagaki le 27 septembre 2008. Cette supernova était de type Ia.

## Groupe de NGC 3147
NGC 3147 est la plus grosse et la plus brillante galaxie d'un groupe d'au moins 4 galaxies qui porte son nom. Les autres galaxies du groupe de NGC 3147 sont NGC 3183, NGC 3194 et UGC 5686.